# Sericopelma ferrugineum
Sericopelma ferrugineum é uma espécie de aranha pertencente à família Theraphosidae (tarântulas).